# Grian A. Cutanda
Escritor, educador, psicólogo, investigador, traductor, comunicador y activista social y medioambiental español. Grian es el seudónimo literario con el que Antonio Cutanda Morant (Caracas, 31 de mayo de 1957) publicó su primer libro, el superventas internacional El jardinero.

## Investigación y docencia
Doctor en Ciencias de la Educación (Educación Social) por la Universidad de Granada, Maestro en Innovación e Investigación en Educación por la UNED (Universidad Nacional de Educación a Distancia) y licenciado en Psicología por la Universidad de Valencia, Grian es el fundador y director de un proyecto global basado en sus investigaciones: The Earth Stories Collection,un banco global de mitos, leyendas y cuentos tradicionales seleccionados específicamente para la educación en una visión del mundo sistémica, basada en la justicia social y ecológica, además de los principios y valores de la Carta de la Tierra. Esta iniciativa está respaldada por el Scottish International Storytelling Festival, en Escocia, y el Secretariado de Carta de la Tierra Internacional.
Sus investigaciones en Ciencias Sociales y su trabajo educativo para la transformación social le han llevado a impartir cursos y seminarios para la Universidad de Granada y para la UNED, así como a formar parte de equipo docente de Carta de la Tierra Internacional, en la Universidad para la Paz de las Naciones Unidas, en Costa Rica.

## Activismo
El desempeño de Grian como activista climático, como co-organizador de la People’s Climate March en Edimburgo, Escocia (2014), le llevó posteriormente a ser una de las seis personas que lanzaron el movimiento social climático Extinction Rebellion (XR) en España, y a ser el impulsor de XR en México. También actuaría como enlace regional para América Latina de XR International en los primeros meses de su expansión por el mundo y como miembro de XR Global Support.
Además de participar en decenas de acciones de desobediencia civil contra el cambio climático entre 2019 y 2021 como miembro de XR Spain principalmente, pero también en las campañas de Shale Must Fall y Debt for Climate, Grian se significó en 2021 al realizar, junto con la activista irlandesa Karen Killeen, una huelga de hambre de 33 días dentro de la campaña Earth Fast, organizada por Extinction Rebellion UK. Esta campaña de Ayuno Global por la Tierra, diseñada para llamar la atención sobre el cambio climático, convertiría a Grian y a Karen en las personas que más lejos habían llevado su protesta en todo el mundo. La protesta culminó con una difícil reunión en el Ministerio de Transición Ecológica, en Madrid, con la Vicepresidenta Tercera del Gobierno de España, Teresa Ribera, el 29 de septiembre de 2021.

## Libros
Grian publicó en 1996 su primer libro, El jardinero. Sin promoción publicitaria alguna, este libro se convertiría en un superventas internacional, traduciéndose al inglés (con HarperCollins), y a otros doce idiomas más, alcanzando las 26 ediciones en castellano (3 de ellas en México). Grian ha escrito posteriormente casi una veintena de libros, entre ellos Más allá del arco iris (1998), con 9 ediciones; El Manantial de las Miradas, con 4 ediciones; La rosa de la paz (2003, con prólogo del Dr. Federico Mayor Zaragoza y Libro Asociado al Fórum de las Culturas de Barcelona 2004), Mahabbat (2005),y, más recientemente, como producto de sus investigaciones en Ciencias Sociales, los sucesivos volúmenes de The Earth Stories Collection.
El éxito de sus libros le llevó a plantear nuevos proyectos creativos, como la realización de una serie de tres libro-discos sobre místicos de todas las culturas con el prestigioso músico medievalista Eduardo Paniagua, Premio al Mejor Artista de Música Clásica de la Academia de la Música en el año 2009.

## Estilo literario
Grian ha trabajado en sus libros tanto la ficción (libros de inspiración) como el ensayo, estando su obra profundamente inspirada por la naturaleza, abundando en escenarios y paisajes naturales, incluso en personajes extraídos de la propia naturaleza (como el Viento, el Águila o el Roble, en su libro Más allá del arco iris). Sus temáticas hablan de una espiritualidad sencilla y directa, nacida de la experiencia del mundo natural, lejos de corsés dogmáticos y actitudes poco razonables, para, desde ella, incidir en las visiones del autor acerca de un nuevo mundo y una nueva humanidad.
Su prosa, visual y descriptiva, pero no por ello carente de belleza y ritmo, al punto de entrar algunas veces en la prosa poética, tiene la peculiaridad de sumergir al lector en una atmósfera de paz y sosiego que hacen aún más fácil la comprensión de las propuestas vitales y anímicas que ofrecen las páginas de sus libros.
De él ha dicho el Dr. Federico Mayor Zaragoza: "Grian, como Gibran Jalil Gibran, como Tagore y, en algunos aspectos, como Antoine de Saint-Exupéry en El Principito, como algunos relatos de Gabriela Mistral... descubre el infinito, la desmesura de cada ser humano único, irrepetible, creador".
Pero quizás el rasgo más característico del estilo de Grian sea su habilidad en el uso de la analogía con fines didácticos, como ha resaltado el escritor, editor y exministro del gobierno de España, Manuel Pimentel, que ha comentado sobre su obra: "La prosa sensible y sabia de Grian emerge desde la profunda coherencia de su corazón y desde el poso de sabiduría milenaria del que se siente heredero. Por eso, sus palabras y relatos nos emocionan, nos iluminan, nos enseñan, nos dan paz, nos hacen ser mejores".

## Obra
- 1996, El jardinero. Barcelona: Obelisco
- 1998, Más allá del arco iris. Barcelona: Obelisco
- 1998, El camino de Santiago es el camino de la vida. Barcelona: Obelisco
- 2000, El manantial de las miradas. Barcelona: Obelisco
- 2003, La rosa de la paz. Barcelona: Obelisco
- 2004, El príncipe que buscaba la Verdad. Barcelona: Obelisco
- 2005, Mahabbat. Córdoba: Almuzara
- 2006, El peregrino loco. Barcelona: Obelisco
- 2007, El Sendero de las Lágrimas. Barcelona: Obelisco
- 2010, Señor Presidente, soy el Jefe Seattle. Barcelona: Obelisco
- 2019, The Earth Stories Collection: Cómo hacer otro mundo posible con mitos, leyendas y relatos tradicionales. Granada: TESC Press.
- 2020, The Earth Stories Collection - Vol. 1: Los mitos del futuro. Granada: TESC Press.
- 2022, The Earth Stories Collection - Vol. 2: ¡Historias de la Tierra en Acción!. Barcelona: TESC Press.

Con el músico Eduardo Paniagua:
- 2005, Rumi e Ibn 'Arabî: Oriente y Occidente, siglo XIII. Córdoba: Almuzara
- 2007, Rabindranath Tagore: Cuánto tiempo dura mi viaje. Córdoba: Almuzara
- 2009, Ibn Gabirol: Caballero de la palabra. Córdoba: Almuzara

Con Manuel Pimentel:
- 2014, El sabio enamorado y el jardín del Califa. Córdoba: Almuzara

### Publicaciones académicas
- CUTANDA, G. A. (2012). "La narrativa mítica como recurso de la educación para el desarrollo sostenible. Análisis de pertinencia". Investigación de fin de máster para el Departamento de Teoría de la Educación. Madrid: UNED[3]
- CUTANDA, G. A. (2013). "Values education in Translation Studies: The translator’s educational role in globalization". 3rd International Translation Conference of Baghdad. 7th-9th May 2013. University of Baghdad and Al-Ma’amoon House of Translation and Publishing, Ministry of Culture, Iraq[25]
- CUTANDA, G. A. & MURGA-MENOYO, M. A. (2014). "Mythical, metaphorical narrative as a resource for education in the principles and values of sustainability". Journal of Teacher Education for Sustainability, 16(2), 18-38.[26]
- CUTANDA, G. A. (2016) Relatos tradicionales y Carta de la Tierra: Hacia una educación en la visión del mundo sistémico-compleja. (Tesis doctoral). Granada: Universidad de Granada.[27]
- CUTANDA, G. A. (2018). Relatos tradicionales para una nueva visión del mundo. Cuadernos de Pedagogía, 485, 60-63.[28]
- CUTANDA, G. A. (2020). Changing world-views through a stories collection and the Earth Charter. In Molthan-Hill, P.; Luna, H.; Wall, T.; Puntha, H. & Baden, D. (eds.) Storytelling for Sustainability in Higher Education: An Educator’s Handbook, Chapter 3, pp. 29-37. Abingdon-on-Thames: Routledge. DOI: 10.4324/9780429291111-4
- CUTANDA, G. A. (2020). The Secret of Dreaming: Introducing systems thinking and world-view. In Molthan-Hill, P.; Luna, H.; Wall, T.; Puntha, H. & Baden, D. (eds.) Storytelling for Sustainability in Higher Education: An Educator’s Handbook, Chapter 16, pp. 205-215. Abingdon-on-Thames: Routledge. DOI: 10.4324/9780429291111-19
- CUTANDA, G. A. y VENTURA, M. (2020). The Earth Stories Collection: Relatos tradicionales y Carta de la Tierra. Revista CRUCE (Edición de conmemoración 20º Aniversario de la Carta de la Tierra). Universidad Ana G. Méndez, Puerto Rico, 45-56.
- CUTANDA, G. A. (2020). The Earth Stories Collection: A planetary mythology grounded in the Earth Charter. In Vilela, M. & Jiménez, A. (eds.), Earth Charter, Education and the Sustainable Development Goal 4.7 (pp. 66-74). San José, Costa Rica: University for Peace Press.
- CUTANDA, G. A. (2021). Extinction Rebellion: Siguiendo los pasos de Saramago. En Nogueira, C.; Baltrusch, B. y Cerdá, J. (eds.), José Saramago e os Desafios do Nosso Tempo, pp. 15-28. Bellaterra: Universitat Autònoma de Barcelona.
- CUTANDA, G. A.; KENDALL, B. P. y BORECKÝ, P. (2021). The Earth Stories Collection, or How to End Modernism Once and For All [Vídeo]. Royal Anthropological Institute Film Festival 2021, 19-28 Marzo. Disponible en https://youtu.be/WCRCrpk1fcQ (inglés) y en https://youtu.be/avRBx8-61kY (doblado al castellano).